# Kim Magnusson
Kim Magnusson (31 de agosto de 1992) es un exciclista profesional sueco.

## Palmarés
2017
- Campeonato de Suecia en Ruta

2020
- Campeonato de Suecia en Ruta

## Equipos
- Nippo-Vini Fantini (2014)
- Team Tre Berg-PostNord (2015-2017)
- EF Education First-Drapac[1] (2018)
- Riwal (2019-2021)
  - Riwal Readynez Cycling Team (2019-08.2020)
  - Riwal Securitas Cycling Team (08.2020-12.2020)
  - Riwal Cycling Team (2021)